# 나소예
나소예(2001년 5월 27일~ )는 대한민국의 배우이다.

## 드라마
- 2020~2021년 《펜트하우스》 - 주혜인 역
- 2021년 《펜트하우스 3》 - 주혜인 역

## 영화
- 2025년 《괜찮아 괜찮아 괜찮아!》 - 고지은 역